# Lenisquilla
Lenisquilla is een geslacht van kreeftachtigen uit de klasse van de Malacostraca (hogere kreeftachtigen).

## Soorten
- Lenisquilla gilesi (Kemp, 1911)
- Lenisquilla lata (Brooks, 1886)